# Isen (Bavière)
Isen est une commune de Bavière (Allemagne), située dans l'arrondissement d'Erding, dans le district de Haute-Bavière.

## Patrimoine
- Abbaye Saint-Zénon

## Personnalités
- Max Heilmaier (1869-1923), sculpteur